# Relazione Gaudioso
La Relazione Gaudioso è un'inchiesta che Carlo di Borbone commissionò a Bernardo Tanucci dopo una rapida sosta nella zona del Materano e della fascia ionica nel lungo viaggio con l’armata per raggiungere Palermo, sede dell’incoronazione sul trono di Sicilia, nel gennaio 1735.

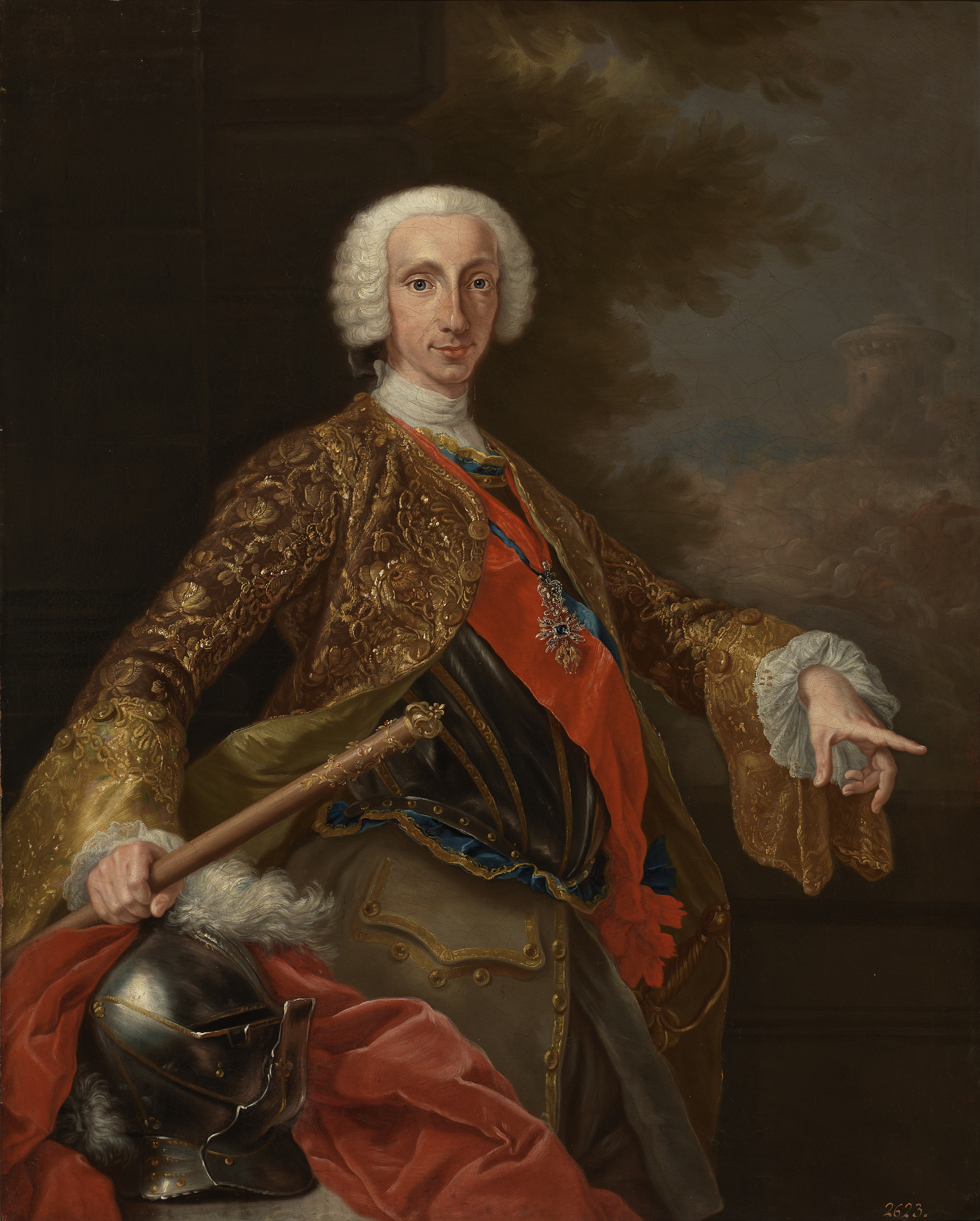
Re Carlo in un ritratto di Giuseppe Bonito

## Stesura
Tanucci diede incarico, con lettera del 19 aprile 1735, il segretario della Regia Udienza di Basilicata, il marchese di Camporeale Rodrigo Maria Gaudioso, di stendere una relazione dettagliata che informasse il sovrano delle tipologie abitative delle Università e, soprattutto, delle caratteristiche e degli introiti derivanti dai feudi laici ed ecclesiastici e dagli enti ed istituzioni religiose. 
Il Gaudioso già il 30 aprile rispose che avrebbe provveduto con celerità, inviando agli amministratori delle università di Basilicata una lettera per sollecitarli alla stesura delle singole relazioni, soprattutto gli amministratori inadempienti entro sei giorni. Il Gaudioso inviò, quindi, una lettera a tutti gli amministratori delle università chiedendo di stendere una relazione sullo stato dei propri centri indicandone posizione, abitanti, produzione, giurisdizione, amministrazione, introiti e tasse.

## Struttura
La Relazione è divisa in due parti.
La prima era la relazione propriamente detta, nella quale l’avvocato fiscale aveva riassunto e rielaborato le relazioni inviategli dalle Università, organizzandole secondo le rubriche richieste agli amministratori e ponendo particolare rilievo nella registrazione delle entrate; 
la seconda parte raccoglieva le relazioni redatte dai cancellieri delle singole Università della provincia e dalle quali il Gaudioso aveva, appunto, tratto il materiale per la sua descrizione.

## Importanza
Il voluminoso dossier inviato dal Gaudioso a Napoli, con il titolo DESCRIZIONE DELLA PROVINCIA DI BASILICATA fatta Per ordine di Sua Maestà, che Dio Guardi, da Don RODRIGO MARIA GAUDIOSO Avvocato Fiscale Proprietario della Regia Udienza di detta Provincia, è conservato nella Biblioteca Nazionale di Napoli ed è una testimonianza notevole non solo del modus operandi di un funzionario provinciale, come da più decenni era noto attraverso la pubblicazione della relazione propriamente detta.
Essa, soprattutto, apre uno spiraglio notevolissimo sulla situazione delle Università della Basilicata, i cui ceti dirigenti furono responsabili della compilazione dei resoconti da inviare al Gaudioso e che contengono una mole maggiore rispetto a quanto abbreviato e, in più parti, omesso dall’avvocato fiscale materano.